# Consejo Internacional para la Educación Teológica Evangélica
El Consejo Internacional para la Educación Teológica Evangélica (inglés: International Council for Evangelical Theological Education) o ICETE es una organización cristiana evangélica internacional que reúne a colegios bíblicos. Ella es miembro de la Alianza Evangélica Mundial. 

## Historia
La organización tiene sus orígenes en un proyecto de redes regionales de institutos teológicos evangélicos en la década de 1970. En 1980, fue fundada oficialmente por la Comisión Teológica de la Alianza Evangélica Mundial. En 2023, tendría 850 escuelas miembros en 113 países.

## Gobernanza
La gobernanza de la organización está garantizada por un director y directores regionales en los 8 miembros de las regiones continentales.

## Afiliaciones
La organización es miembro de la Alianza Evangélica Mundial.